# شهادة الدكتوراه الوطنية
تعد شهادة الدكتوراه الوطنية (DND) أعلى الدرجات الجامعية الأربع في فرنسا. وهو يتوافق مع رتبة ولقب الدكتور. يتم منح هذه الشهادة الوطنية من قبل الجامعات ومؤسسات التعليم العالي المعتمدة مع مدرسة الدكتوراه.
وبالتالي فإن حيازة شهادة الدكتوراه الوطنية تؤهلك لاستخدام لقب الدكتور أمام اسم الشخص. في فرنسا، منذ إصلاح عام 1984، تمنح بعض الشهادات الأخرى (الأطباء، الصيادلة، الأطباء البيطريون، أطباء الأسنان) الحق في الحصول على لقب الدكتور دون منح الدرجة المقابلة.
تمنح الدكتوراه بعد ثلاث سنوات من البحث، بعد الحصول على درجة الماجستير، وبعد مناقشة أطروحة دكتوراه تتعلق بإنتاج عمل بحثي أصيل. يشكل التحضير للدكتوراه مرحلة ثالثة من التعليم العالي (وهي لا تعادل المرحلة الثالثة. الدراسات الصحية : الطب وجراحة الأسنان والطب البيطري والصيدلة). يفرض عقوبات" التدريب من خلال البحث والبحث والابتكار " و " الخبرة البحثية المهنية ". هذه هي الشهادة الجامعية المطلوبة لتصبح محاضرًا أو باحثًا في مؤسسة عامة.

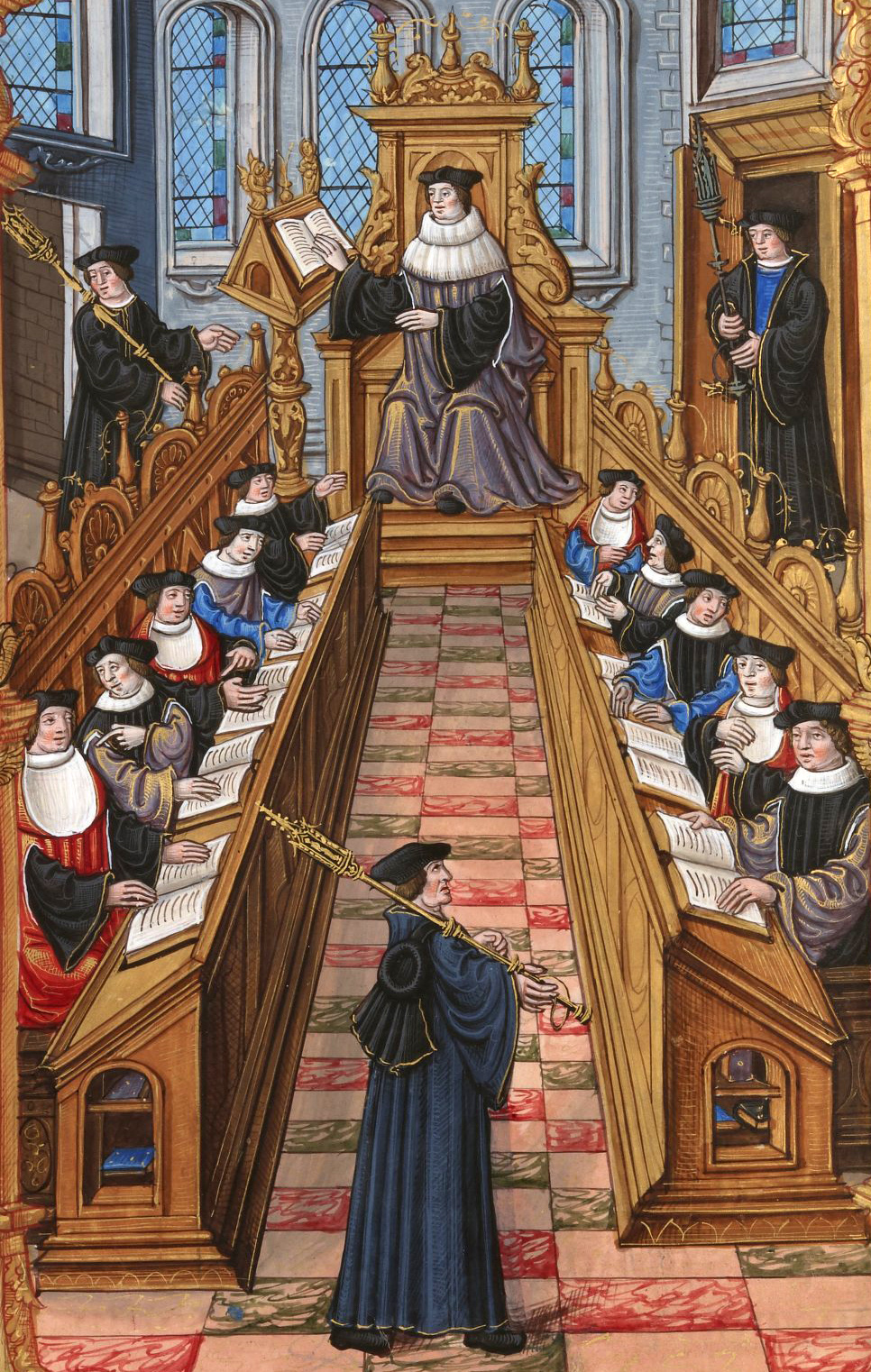
لقاء الأطباء في جامعة باريس في العصور الوسطى

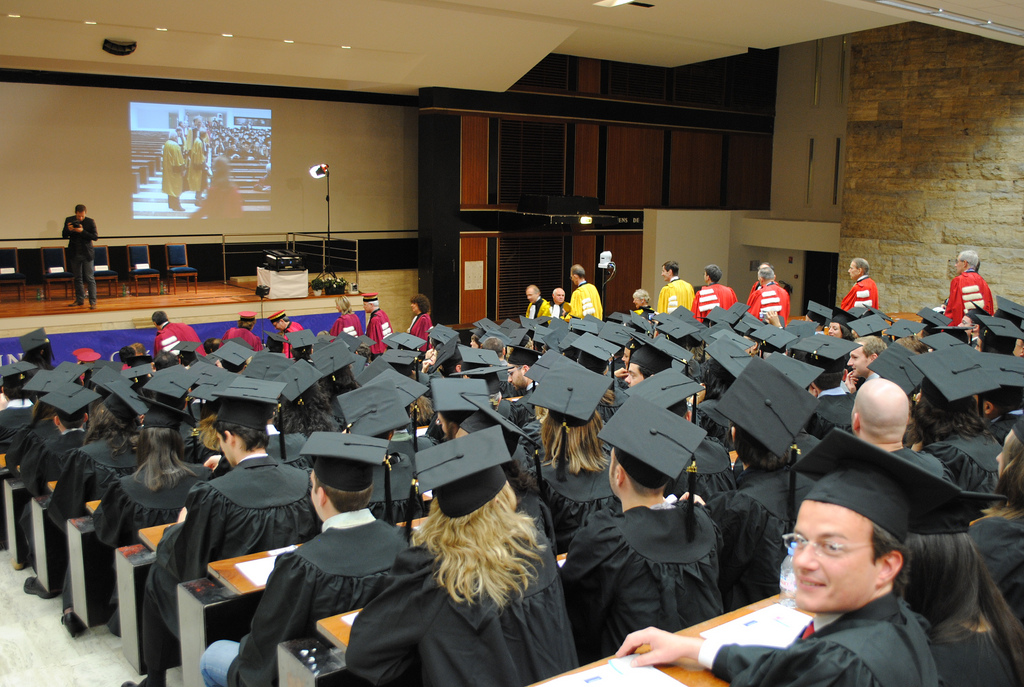
أمفي 1 من مركز أساس خلال حفل تخريج أطباء القانون.